# Pseudoplatystoma
Pseudoplatystoma là một chi cá da trơn trong họ Pimelodidae.

## Các loài
Hiện tại một số loài được ghi nhận như sau:
- Pseudoplatystoma corruscans (Spix & Agassiz, 1829)
- Pseudoplatystoma fasciatum (Linnaeus, 1766)
- Pseudoplatystoma magdaleniatum Buitrago-Suárez & Burr, 2007
- Pseudoplatystoma metaense Buitrago-Suárez & Burr, 2007
- Pseudoplatystoma orinocoense Buitrago-Suárez & Burr, 2007
- Pseudoplatystoma reticulatum (C. H. Eigenmann & R. S. Eigenmann, 1889)
- Pseudoplatystoma tigrinum (Valenciennes, 1840)